# Brachystegia angustistipulata
Brachystegia angustistipulata là một loài rau đậu thuộc họ Fabaceae.
Loài này có ở Cộng hòa Dân chủ Congo và Tanzania.